# Markhamia
Markhamia é um género botânico pertencente à família Bignoniaceae.
A autoridade do género é Seem. ex Baill., tendo sido publicado em Histoire des Plantes 10: 47. 1888. A espécie-tipo é Markhamia stipulata (Wall.) Seem.
Trata-se de um género aceite pelo sistema de classificação filogenético Angiosperm Phylogeny Website.

## Espécies
De acordo com a base de dados The Plant List este género tem 47 espécies descritas das quais 5 são aceites:
- Markhamia lutea (Benth.) K.Schum.
- Markhamia obtusifolia (Baker) Sprague
- Markhamia stipulata (Wall.) Seem.
- Markhamia tomentosa (Benth.) K.Schum. ex Engl.
- Markhamia zanzibarica (Bojer ex DC.) K.Schum.